# Willy Heigl
Willy (eigentlich Wilhelm) Heigl (* 25. März 1904 in Dillenburg; † 15. März 1973 in Bad Wiessee) war ein hessischer Politiker (SPD Hessen) und ehemaliger Abgeordneter des Beratenden Landesausschusses Hessen, eines Vorgängers des Hessischen Landtags.
Willy Heigl war eine von sechs Kindern eines aus Bayern zugewanderten Bierbrauers. Er machte eine kaufmännische Lehre bei der Firma Krups und schloss sich in Weilburg der SPD an. Er heiratete eine jüdische Frau. Nach der Machtergreifung durch die Nationalsozialisten wurde die Familie Opfer rassistischer Verfolgung. Sie mussten nach Frankfurt am Main ziehen, wo Willy Heigl zuletzt Filialleiter einer Druckerei war. Seine Frau wurde zur Zwangsarbeit verpflichtet und sie verloren ihre Wohnung. Nachdem die Judenverfolgung zum offenen Massenmord übergegangen war, hielten sie sich in einer Gartenhütte bei Butzbach versteckt und überlebten so die Zeit des Nationalsozialismus.
Nach dem Ende des Dritten Reiches war Willy Heigl ab dem 1. August 1945 Bürgermeister der Stadt Weilburg. Seine Abgeordnetentätigkeit im Beratenden Landesausschuss erstreckte sich vom 26. Februar 1946 bis zum 14. Juli 1946. Später war er Direktor der Kalkwerke in Steden.